# شارع بيكر 221 بي
شارع بيكر 221 بي (221B Baker Street) هو عنوان في لندن للمحقق الخيالي شيرلوك هولمز، وقد أنشأه المؤلف السير آرثر كونان دويل. في المملكة المتحدة، قد تشير العناوين البريدية التي تحتوي على رقم متبوعًا بحرف إلى عنوان منفصل داخل مبنى سكني يكون أكبر غالبًا. كان شارع بيكر في أواخر القرن التاسع عشر منطقة سكنية راقية، وربما كانت شقة هولمز جزءًا من شرفة جورجية.
تم تقديم مكان الإقامة في الرواية دراسة في اللون القرمزي الصادرة عام 1887. في الوقت الذي نُشرت فيه قصص هولمز، لم تصل العناوين في شارع بيكر إلى 221. تم توسيع شارع بيكر في وقت لاحق، وفي عام 1932 انتقلت جمعية آبي الوطنية للبناء إلى مباني تقع في 219-229 شارع بيكر. لسنوات عديدة، وظفت آبي ناشيونال سكرتيرة بدوام كامل للرد على البريد الموجه إلى شيرلوك هولمز. في عام 1990، تم تثبيت لوحة زرقاء تشير إلى شارع بيكر 221 بي في متحف شرلوك هولمز، الواقع في مكان آخر من نفس البمنى، وتبع ذلك نزاع استمر 15 عام بين Abbey National ومتحف هولمز بشأن الحق في تلقي البريد الموجه إلى شارع بيكر 221 بي. منذ إغلاق آبي هاوس في عام 2005، لم يتم الطعن في ملكية العنوان لمتحف هولمز، على الرغم من موقعه بين 237 و 241 Baker Street. رمزها البريدي هو NW1 6XE.

## نوايا الكاتب آرثر دويل
عندما نُشرت قصص «شيرلوك هولمز» لأول مرة، لم تكن أرقام الشوارع في شارع بيكر تصل إلى 221. كان القسم الشمالي من طريق مارليبون بالقرب من ريجنت بارك - بما في ذلك 221 شارع بيكر - معروفًا في حياة دويل باسم شارع أبر بيكر. في مخطوطته الأولى، وضع دويل منزل هولمز في شارع أبر بيكر. ومع ذلك، ادعى روائي الجريمة البريطاني نايجل مورلاند أنه في وقت متأخر من حياة دويل، حدد تقاطع شارع بيكر وشارع جورج، على بعد حوالي 500 متر جنوب طريق مارليبون، كموقع لـ 221 ب. تمسك خبراء Sherlockian أيضًا بنظريات بديلة حول مكان وجود الطراز 221B الأصلي وأكدوا أنه يقع في أسفل شارع بيكر.

## عناوين شارع بيكر 221 بي الحقيقية

### آبي الوطنية

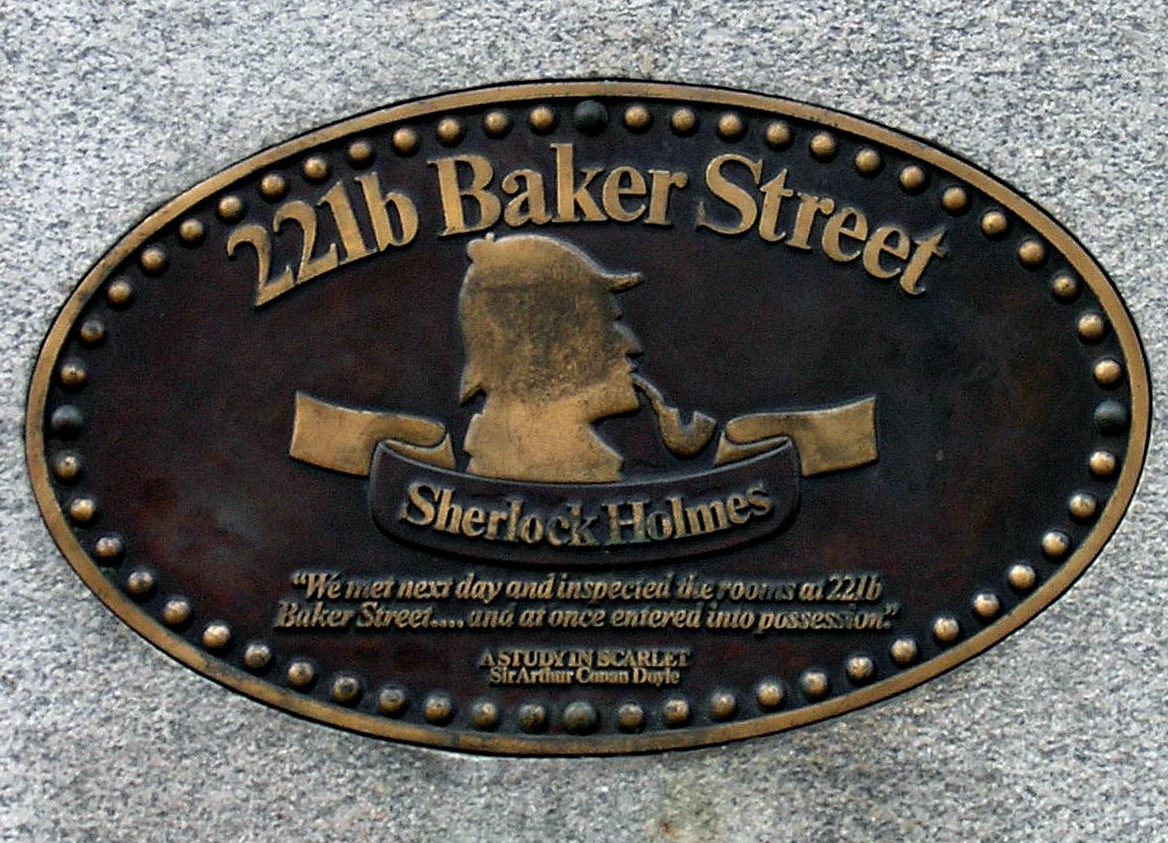
اللوحة الموجودة على المقر الرئيسي لشركة آبي الوطنية السابق

عندما أعيد تخصيص أرقام الشوارع في ثلاثينيات القرن الماضي، تم تخصيص تقسيم الأرقام الفردية من 215 إلى 229 لمبنى على طراز آرت ديكو يُعرف باسم آبي هاوس، تم تشييده في عام 1932 لصالح جمعية البناء الطريق آبي، والتي أصبح المجتمع وخليفتها فيما بعد آبي الوطنية [الإنجليزية]) المملوكة حتى عام 2002. 
على الفور تقريبًا، بدأت جمعية البناء في تلقي المراسلات من عشاق شيرلوك هولمز في جميع أنحاء العالم، بأحجام كبيرة لدرجة أنها عينت «سكرتيرًا دائمًا لشارلوك هولمز» للتعامل معها. حملت لوحة برونزية على واجهة آبي الوطنية [الإنجليزية] صورة لشيرلوك هولمز واقتباسًا، ولكن تمت إزالتها من المبنى منذ عدة سنوات. مكان وجوده الحالي غير معروف. في عام 1999، رعت شركة آبي الوطنية [الإنجليزية] إنشاء تمثال برونزي لشارلوك هولمز يقف الآن عند مدخل محطة مترو أنفاق شارع بيكر.

### متحف شرلوك هولمز

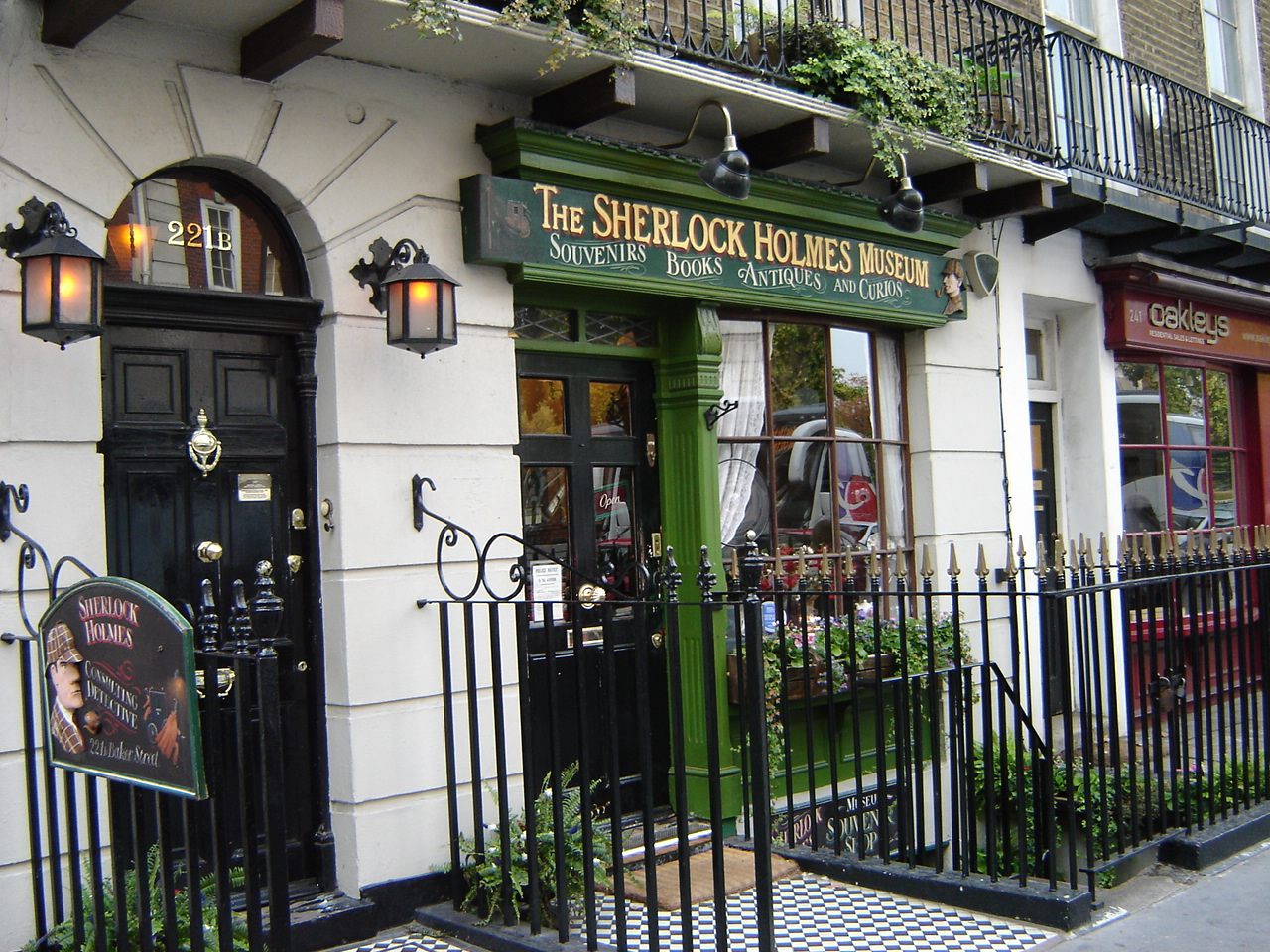
221 ب شارع بيكر، لندن

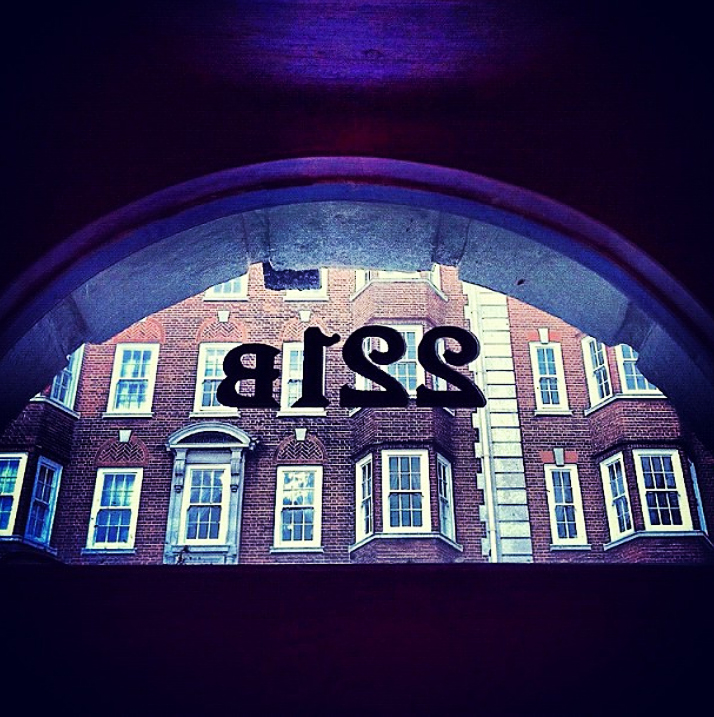
221 ب شارع بيكر من الداخل

يقع متحف شرلوك هولمز داخل منزل مستقل من 1815 يشبه إلى حد بعيد مبنى شارع 221 ب الموصوف في القصص ويقع بين رقمي 237 و 241 من شارع بيكر. يعرض المعروضات في الغرف القديمة، وأشكال الشمع وتذكارات هولمز، مع الدراسة الشهيرة المطلة على شارع بيكر، أهم ما يميز المتحف. يمكن العثور على وصف المنزل في جميع القصص، بما في ذلك 17 درجة تؤدي من رواق الطابق الأرضي إلى مكتب الطابق الأول.
وفقًا للقصص المنشورة، كان شارع بيكر 221 بي عبارة عن مجموعة من الغرف في الطابق الأول من منزل سكني فوق 17 درجة. تطل الدراسة الرئيسية على شارع بيكر، وكانت غرفة نوم هولمز مجاورة لهذه الغرفة في الجزء الخلفي من المنزل، وكانت غرفة نوم الدكتور واتسون في الطابق العلوي، وتطل على ساحة خلفية بها شجرة مستوية. 

### معالجة الجدل للعنوان
تم تخصيص رقم الشارع 221 ب لمتحف شيرلوك هولمز في 27 مارس 1990 (ليحل محل العنوان المنطقي 239 شارع بيكر) عندما كشفت شيرلي بورتر رئيسة مجلس مدينة وستمنستر، النقاب عن لوحة زرقاء تشير إلى عنوان 221 بي شارع بيكر. تمت دعوتها لإعادة ترقيم مبنى المتحف ليتزامن مع افتتاحه الرسمي (ولأن الرقم 221 ب لم يتم إدراجه في موافقة التخطيط الأصلية للمتحف الممنوحة في أكتوبر 1989).
نشأ نزاع طويل الأمد حول الرقم بين متحف شيرلوك هولمز، وجمعية البناء آبي ناشيونال (التي ردت سابقًا على البريد الموجه إلى شيرلوك هولمز) وبعد ذلك مجلس مدينة وستمنستر المحلي. كان الاعتراض الرئيسي على دور المتحف في الرد على الرسائل هو أن الرقم (221B) الذي منحه المجلس للمتحف كان خارج التسلسل مع الأرقام الأخرى في الشارع: وهي القضية التي أزعجت البيروقراطيين المحليين منذ ذلك الحين، الذين سعوا لسنوات من أجل الاحتفاظ بأرقام الشوارع في تسلسل. في عام 2005 تركت شركة آبي الوطنية [الإنجليزية] مقرها في شارع بيكر، مما ترك المتحف للمعركة مع مجلس مدينة وستمنستر لإنهاء الخلاف حول الرقم، مما أدى إلى دعاية سلبية. في النهاية، تم منح المتحف إذنًا خاصًا من مدينة وستمنستر ليحمل عنوان شارع بيكر 221 بي 
في عام 2018 كشفت كوارتزأنه وفقًا لوثائق المحكمة وأوراق بنما، كان العقار مملوكًا جزئيًا على الأقل لأقارب نور سلطان نزارباييف، الرئيس الكازاخستاني آنذاك.
في عام 2020، أكدت صحيفة The Times أنه بالإضافة إلى العديد من العقارات الأخرى بين 215 و 237 شارع بيكر والتي يبلغ إجمالي قيمتها حوالي 140 مليون جنيه إسترليني، فإن العقار الحالي مملوك بشكل مشترك لابنة الرئيس الكازاخستاني السابق، داريغا نزارباييفا وابنها نورالي علييف. تم نقل الملكية من زوج نزارباييف السابق رخات علييف بعد وفاته في عام 2015.

## في وسائل الإعلام الأخرى

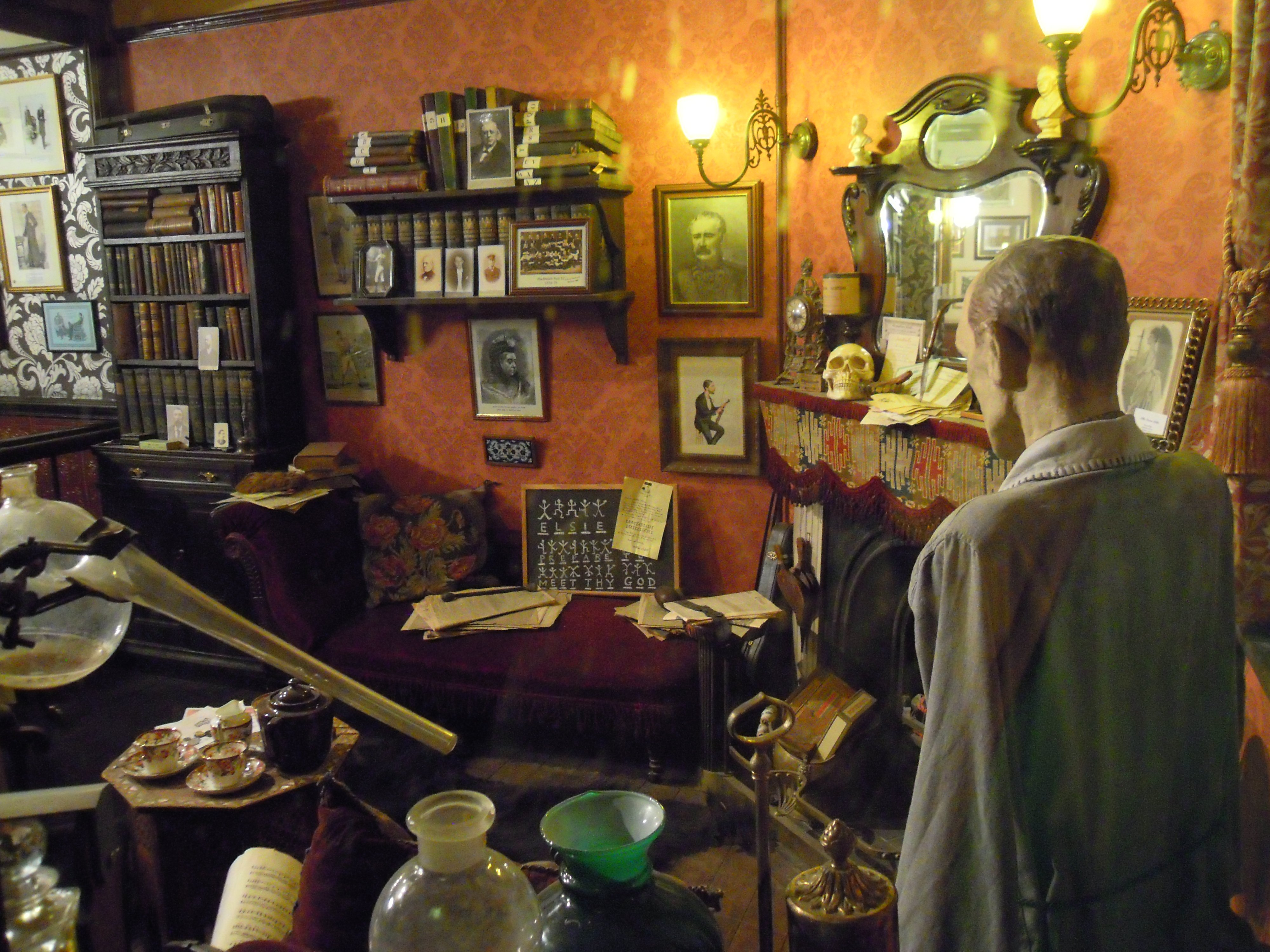
غرفة الجلوس في شارع بيكر 221 بي معروضة في منزل شيرلوك هولمز العام

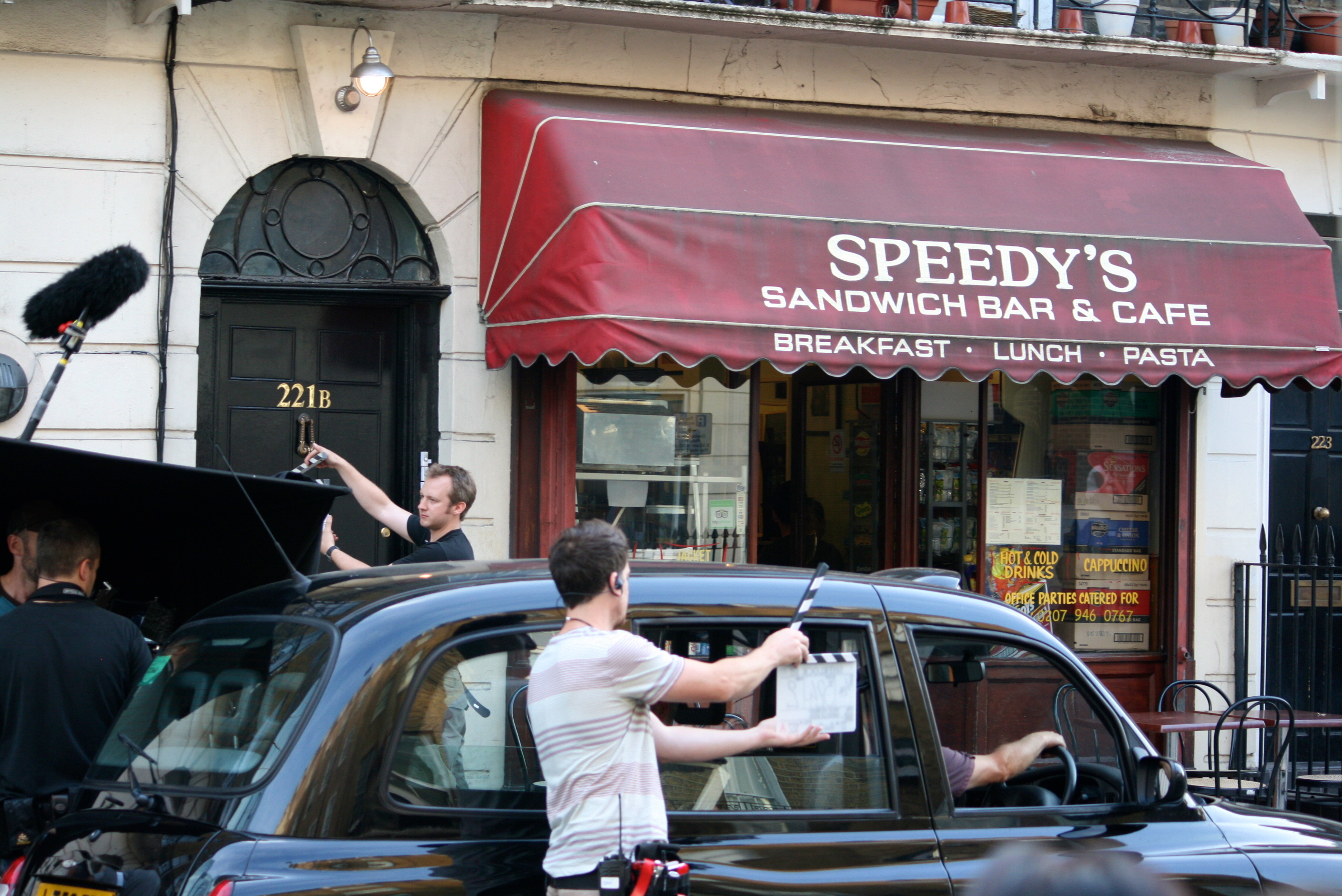
تصوير الجزء الخارجي لـ "221B Baker Street" في شارع North Gower Street

تم تصوير العنوان الخيالي في اللقطات التالية لشارلوك هولمز:
- في فيلم الرسوم المتحركة مغامرات المخبر الشجاع (1986)، استنادًا إلى سلسلة كتب Basil of Baker Street، يقيم الفأر باييل في 221½ شارع بيكر، حفرة فأر تحت شارع بيكر 221 بي .[8]
- ينتقل المحقق الخاص لوي نايت إلى مكتب في 22 / 1B Stryd-y-Popty (والذي يُترجم إلى شارع بيكر في الويلزية) في محاكاة ساخرة مالكولم برايس الويلزية نوير «خفة الوجود التي لا تطاق في أبيريستويث».
- فيلم سي بي إس عام 1987 بعنوان عودة شيرلوك هولمز (يجب عدم الخلط بينه وبين المسلسل التلفزيوني البريطاني لعام 1986 الذي يحمل نفس الاسم) يعرض هولمز، الذي تم تجميده بالتبريد في عام 1899 واستيقظ في العصر الحديث، في محاولة للتكيف بمساعدة جين، حفيدة واتسون. يبحث عن مسكنه القديم ويجد البقعة التي يشغلها امتياز ماكدونالدز.[9]
- يعيش الدكتور جريجوري هاوس، بطل الرواية في House، MD، في 221 شارع بيكر، شقة ب، برينستون، نيو جيرسي.[10]
- يعيش الفأر الخطر، في عرض الكارتون الذي يحمل نفس الاسم، في صندوق عمودي بالقرب من شارع بيكر221b.[11] ومع ذلك، فإن الفأر الخطر هو محاكاة ساخرة لرجل الخطر وجيمس بوند، بدلاً من شيرلوك هولمز. يقع صندوق الأعمدة على مرمى حجر من  شارع بيكر 221 بي  ويرمي الدكتور واتسون الحجارة عليهم بدافع الغيرة الواضحة لأنه يعمل فقط مع أعظم محقق في العالم، وليس أعظم عميل سري في العالم في حلقة «حيث يوجد بئر، هناك طريقة» .
- في سلسلة فريني فيشر من تأليف كيري غرينوود، المحقق هون. تقيم فراين فيشر في 221 The Esplanade، St Kilda (ملبورن، أستراليا)، والتي أعادت ترقيمها إلى 221B تكريماً لهولمز.[12]
- في ستار تريك: الجيل التالي، تخبر البيانات عضو آخر من أفراد الطاقم أنه يمكن العثور على جيوردي لا فورغ في شارع بيكر 221 بي، الحلقة 29 " Elementary، Dear Data " (1988)، و 221b Baker St. تمت الإشارة مرة أخرى في الحلقة 137 «السفينة في زجاجة» (1993).[13]
- في الموسم الثاني لعام 2013، الحلقة 1 من الابتدائية، زار شارلوك هولمز وجوان واتسون لندن وأقاموا في سكن بالطابق الثاني رقم 221 ب. يشير شيرلوك إلى أنه أقام هناك بسعادة قبل انتقاله إلى مدينة نيويورك.[14]
- في فيلم السيد هولمز لعام 2015، أشار هولمز المتقاعد منذ فترة طويلة (إيان ماكيلين) إلى أن عنوان شارع بيكر هو أحد التفاصيل الوهمية العديدة التي أنشأها واتسون، الذي كتب الحالات كقصص مثيرة للنشر. في الفلاش باك، بينما يتجمع المتفرجون الفضوليون خارج بي 221، يشاهد هولمز من نافذة محل إقامته الفعلي القريب ويهنئ العميل على إيجاد العنوان الصحيح.[15]
- استخدمت سلسلة Television SherlockBBC شارع نورث غوور 178 لتمثيل شارع بيكر 221 بي لتصوير المشاهد الخارجية لشقة شيرلوك هولمز. الموقع بالقرب من محطة سكة حديد يوستون، وعلى بعد ميل تقريبا من شارع بيكر الحقيقي.[16]
- في المسلسل التلفزيوني الأسترالي 2012-2015 Miss Fisher's Murder Mysteries، تعيش شخصية The Honorable Phryne Fisher (Essie Davis) في شارع بيكر 221 بي في ملبورن، فيكتوريا.[17]

## الروابط الخارجية
- موقع المملكة المتحدة
- متحف شرلوك هولمز
- بيكر ستريت جورنال هي فصلية غير منتظمة من شيرلوكيانا
- 221 ب شارع بيكر مخطط الرسم التوضيحي
- 221 ب لوحة زرقاء
- 221 ب شارع بيكر، المملكة المتحدة